# NGC 2389
NGC 2389 (другие обозначения — UGC 3872, MCG 6-17-11, ZWG 177.24, KUG 0725+339, PGC 21109) — спиральная галактика с перемычкой (SBc) в созвездии Близнецов. Открыта Уильямом Гершелем в 1788 году.
Галактика образует систему с NGC 2385 и NGC 2388. Масса галактики составляет 3⋅1010 M⊙ В последние 10 миллионов лет темп звездообразования в ней составлял 8,7 M⊙ в год, а наиболее сильная вспышка звездообразования за последнее время шла между временами 50 и 300 миллионов лет назад. В ней сформировалось 2—8% нынешней звёздной массы галактики.
Этот объект входит в число перечисленных в оригинальной редакции «Нового общего каталога».